# The Baker and the Beauty
The Baker and the Beauty je americký romantický, hudební, komediální a dramatický televizní seriál stanice ABC, který měl premiéru dne 13. dubna 2020. Seriál je inspirován  izraelským seriálem Beauty and the Baker. V červnu 2020 bylo oznámeno zrušení seriálu po odvysílání první řady.

## Obsazení

### Hlavní role
- Victor Rasuk jako Daniel Garcia, pekař v rodinné pekárně
- Nathalie Kelley jako Noa Hamilton
- Dan Bucatinsky jako Lewis, manažer Noa
- David Del Río jako Mateo Garcia, Danielův mladší bratr a DJ známý jako MC Cubano
- Michelle Veintimilla jako Vanessa
- Belissa Escobedo jako Natalie, Danielova a Mateova mladší sestra
- Lisa Vidal jako Mari Garcia, matka Daniela, Matea a Natalie
- Carlos Gómez jako Rafael Garcia , otec Daniela, Matea a Natalie, majitel pekárny „Rafael's Bakery“

### Vedlejší role
- Georgina Reilly jako Piper, nejlepší kamarádky Noa
- Madelyn Sher jako Amy, Natalie přítelkyně

## Seznam dílů

### První řada (2020)
| Č. v seriálu | Původní název                      | Režie          | Scénář                                         | Premiéra v USA  |
| ------------ | ---------------------------------- | -------------- | ---------------------------------------------- | --------------- |
| 1            | Pilot                              | David Frankel  | Dean Georgaris                                 | 13. dubna 2020  |
| 2            | Ruin My Life                       | David Frankel  | Dean Georgaris a Becky Hartman                 | 20. dubna 2020  |
| 3            | Get Carried Away                   | Joanna Kerns   | Valentina L. Garzaová                          | 27. dubna 2020  |
| 4            | I Think She's Coming Out           | Erica Dunton   | Albert Torre                                   | 4. května 2020  |
| 5            | Honeymoon's Over                   | Jay Karas      | Sasha Storman                                  | 11. května 2020 |
| 6            | Side Effects                       | Steve Pearlman | Christina Quintana a Michael a Michael V. Ross | 18. května 2020 |
| 7            | Blow Out                           | Mark Polish    | William Harper                                 | 25. května 2020 |
| 8            | May I Have This Dance?             | Melanie Mayron | Terrence Coli                                  | 1. června 2020  |
| 9            | You Can't Always Get What You Want | Steve Pearlman | Valenina L. Garza                              | 1. června 2020  |